# U-517
U-517 — большая океанская немецкая подводная лодка типа IX-C, времён Второй мировой войны.
Заказ на постройку лодки был отдан судостроительной компании «Дойче Верке» в Гамбурге 14 февраля 1940 года. Лодка была заложена 5 июня 1941 года под строительным номером 313, спущена на воду 30 декабря 1941 года, 21 марта 1942 года под командованием оберлейтенанта Пауля Хартвига вошла в состав учебной 4-й флотилии. 1 сентября 1942 года вошла в состав 10-й флотилии.
Лодка совершила 2 боевых похода, в которых потопила 8 судов (26 383 брт), потопила один военный корабль — канадский корвет HMCS Charlottetown (900 тонн).
21 ноября 1942 года потоплена в северной Атлантике, к юго-западу от Ирландии в районе с координатами 46°16′ с. ш. 17°09′ з. д. глубинными бомбами с британского самолёта типа «Альбакор» из авиагруппы авианосца HMS Victorious. 1 член экипажа погиб, 52 спаслись.